# Kraśniakowate
Kraśniakowate, Kraśnikowate  (Emmelichthyidae) – rodzina morskich ryb okoniokształtnych. 
Występowanie: ciepłe wody Indopacyfiku, południowego Pacyfiku, wschodniego Atlantyku oraz Karaiby.

## Klasyfikacja
Rodzaje zaliczane do tej rodziny:
Emmelichthys — Erythrocles — Plagiogeneion